# Santa María de Perula
Santa María de Perula est un village de la province de Huesca, situé une dizaine de kilomètres au sud-est de la ville de Sabiñánigo, dans la Guarguera, moins de deux kilomètres à l'ouest d'Aineto, le village habité le plus proche. Il est actuellement inhabité (INE, 2013). Le village compte une chapelle dédiée à la Vierge Marie.